# ローラ・シギハラ
ローラ・シギハラ（Laura Shigihara）は、日系アメリカ人のシンガーソングライター、作曲家、ゲーム開発者、ストリーマー。タワーディフェンスゲーム『プラント vs. ゾンビ』のサウンドデザイナー、および高い評価を受けたインディーズRPG『Rakuen』の制作者として最もよく知られている。日本名は『鴫原ローラ』。
その他『Deltarune』、『World of Warcraft』、『To the Moon』、『High School Story』、『Super Meat Boy』の5周年記念版など、30以上のビデオゲームタイトルに携わっており、『The Story of Mojang』ではエンディングテーマをC418と共同制作したほか、自身で歌唱し、『クロノ・トリガー/クロノ・クロス』20周年記念アルバム「ハルカナルトキノカナタヘ」では光田康典と共に制作を行い「サラのテーマ」や「時の回廊」のアレンジやボーカルを担当した。

## 略歴
日本人の父とフランス系アメリカ人の母の間に生まれる。米国と日本の両方で育ったシギハラは、11年間ピアノのクラシック教育を受け、ギターとドラムを独学で習得した。カリフォルニア大学バークレー校では国際関係、経済、コンピュータサイエンスを学んでいた。小さいころからビデオゲームとゲーム音楽が好きで、古いバージョンのCakewalk（Sonar）を与えられたときにそれを使って古いビデオゲームのサウンドトラックを再現したり自分で作曲したりしてミキシング、アレンジ、制作について勉強し始める。友人に自分の作品のCDを渡したところ、その友人が彼女のオリジナル曲を日本のレコード会社に送り、シギハラは現地で歌手としてのレコード契約のオファーを受けたが、個人的な理由から契約内容に納得できず断った。だが、これをきっかけに「音楽に携わる仕事がしたい」と思うようになり、アップルジャパンを通じて、音声トークショーや英語教材を制作している会社にサウンドディレクターとして就職。「Wobbly Bobbly」というゲームで初のサウンドトラックを担当し、それからはゲームの音楽デザイナーとして様々な作品を手掛ける。
山岡晃のチャリティー・アルバム『Play for Japan:The Album』に参加し、植松伸夫や光田康典などの作曲家と共にオリジナル曲「Jump」を提供した。
『プラント vs. ゾンビ』では音楽デザイナーの他、登場キャラの一人であるサンフラワー（ひまわり）の声を担当。同ゲームの主題歌「Zombies on Your Lawn」で歌を披露した。日本向けのローカライズ版では「Uraniwa Ni Zombies Ga!」としてシギハラが日本語で歌ったものが使用されており、男声（ゾンビ）のパートには彼女の父親が参加している。また、自らゲーム開発を行うこともあり、2017年には『Rakuen』というゲームを発表した。
彼女はクリスチャンである。

## 私生活
趣味はお菓子作り、ハイキング、ダンス、絵を描くこと、カフェでマジック：ザ・ギャザリングをすること、冒険すること、ゲーム。
シギハラはクロノシリーズのファンであるという。

## 作品

### スタジオ・アルバム
| 年度 | タイトル           | 備考                 |
| ---- | ------------------ | -------------------- |
| 2004 | My Blue Dream      | デビューアルバム     |
| 2021 | Shigi Lofi, Vol. 1 | リミックス・アルバム |

### シングル
| 年度 | タイトル                  | 備考                              |
| ---- | ------------------------- | --------------------------------- |
| 2010 | "Blood Elf Druids"        | World of Warcraft                 |
| 2011 | "Want You Gone"           | Portal 2                          |
| 2011 | "Celestial Beings"        | Celestial Mechanica               |
| 2011 | "Cube Land"               | Minecraft / Plants vs. Zombies    |
| 2011 | "Everything's Alright"    | To the Moon                       |
| 2012 | "From the Ground Up"      | Minecraft                         |
| 2013 | "Lament of the Highborne" | World of Warcraft                 |
| 2014 | "First Day"               | High School Story / Choices       |
| 2014 | "Where No One Goes"       | ヒックとドラゴン2                 |
| 2016 | "Better Days"             | A Quiver of Crows                 |
| 2017 | "Searching My Life"       | Rakuen                            |
| 2017 | "Wish My Life Away"       | Finding Paradise                  |
| 2019 | "Pirate Seas"             | Plants vs. Zombies 2              |
| 2020 | "Adamas Nivis"            | オリジナル曲                      |
| 2020 | "Kingyo Hanabi"           | 大塚愛の同名楽曲のカバー          |
| 2020 | "Ballad of the Goddess"   | ゼルダの伝説 スカイウォードソード |
| 2020 | "Stronger Than You"       | スティーブン・ユニバース          |
| 2020 | "Old Cafe"                | とびだせ どうぶつの森             |
| 2021 | "Much Wow, So Space"      | オリジナル曲                      |
| 2021 | "Electric Disco Shiba"    | オリジナル曲                      |
| 2021 | "Work Hard, Play Hard"    | CS:GO Music Kit                   |

### サウンドトラック・アルバム
| 年度 | タイトル           | 備考                         |
| ---- | ------------------ | ---------------------------- |
| 2009 | Melolune           | オリジナル・サウンドトラック |
| 2010 | Plants vs. Zombies | オリジナル・サウンドトラック |
| 2015 | Super Sweet Boy    | Super Meat Boy 5周年記念版   |
| 2017 | Rakuen             | オリジナル・サウンドトラック |
| 2020 | Dunk Lords         | オリジナル・サウンドトラック |

上記の他、以下の作品にも携わっている。
- Deltarune
- Farmer in the Sky
- Band Saga
- Cosmic Star Heroine
- クロノ・トリガー&クロノ・クロス アレンジアルバム ハルカナルトキノカナタヘ
- チュウニズム
- Penny Arcade's "On the Rain-Slick Precipice of Darkness 4"
- Minecraft: The Story of Mojang
- Aether (The Basement Collection)
- Theme Park
- Ghost Harvest
- Sweet Worldr
- Minesweeper
- Quintessence: The Blighted Venom
- Domino Master
- U.S.G. A New Beginning
- Interpol 2: Most Wanted
- Waterscape Solitaire: American Falls
- Interpol: The Trail of Dr. Chaos
- Mahjong Tales: Ancient Wisdom
- Flowershop: Big City Break
- Wobbly Bobbly
- メグとばけもの